# Francisco de Almeida
Pour les articles homonymes, voir de Almeida et Francisco de Almeida (gouverneur de l'Angola).
Francisco De Almeida (né vers 1450 à Lisbonne, mort le 1er mars 1510 près du Cap), militaire et explorateur portugais, était le vice-roi des Indes portugaises chargé de l'expansion du commerce dans l'océan Indien. Il est le père de Lourenço de Almeida.

## Biographie
Il se distingua durant les guerres contre les Maures et la conquête de Grenade aux côtés des troupes de Castille en 1492.
En 1505, le roi de Portugal Manuel Ier le nomma vice-roi des Indes portugaises . Il quitta Lisbonne avec une flotte de vingt et un navires le 25 mars 1505. Contournant le cap de Bonne-Espérance, il conquit Kilwa, sur l'actuelle côte tanzanienne, où il construisit un fort.  Ensuite, il investit et dévasta Mombasa (Kenya), et s'empara du port de Sofala (Mozambique).
Il atteignit l'Inde et s'installa à Cochin. Il s'attacha à contrer les musulmans d'Égypte dans l'océan Indien pour assurer la présence portugaise. Il favorisa l'expansion coloniale du Portugal en organisant des voyages de découverte, notamment à Ceylan et Madagascar. Le 3 février 1509, il battit une flotte musulmane composée de navires égyptiens, ottomans renforcés par la marine du sultanat de Gujarat, lors de la bataille de Diu, au nord de Calicut . La même année, il fut le premier Portugais à accoster à Bombay.
Quand Afonso de Albuquerque arriva en Inde pour lui succéder, il refusa de reconnaître ses lettres de créance et le fit emprisonner. Au bout de trois mois, il renonça à sa charge lorsqu'arriva du Portugal une flotte importante, en novembre 1509 . Par la suite, il embarqua pour le Portugal. 
Almeida est tué sur le chemin du retour par des Khoïkhoïs, lors de la bataille de Salt River, alors que ses hommes tentent de s'en prendre au bétail et aux enfants d'un village autochtone , au cours d'une escale dans la baie du Cap (Afrique du Sud), le 1er mars 1510.

## Dans la culture
- La campagne portugaise de l'extension The African Kingdoms d'Age of Empires II lui est consacrée.